# Begonia altoperuviana
Begonia altoperuviana là một loài thực vật có hoa trong họ Thu hải đường. Loài này được A.DC. mô tả khoa học đầu tiên năm 1859.